# Phyllachne rubra
Phyllachne rubra är en tvåhjärtbladig växtart som först beskrevs av Joseph Dalton Hooker och som fick sitt nu gällande namn av Thomas Frederic Cheeseman.
Phyllachne rubra ingår i släktet Phyllachne och familjen Stylidiaceae. Inga underarter finns listade i Catalogue of Life.